# Niżniaja Turanka
Niżniaja Turanka (ros. Нижняя Туранка) – wieś (ros. деревня, trb. dieriewnia) w zachodniej Rosji, w sielsowiecie olchowskim rejonu chomutowskiego w obwodzie kurskim.

## Geografia
Miejscowość położona jest 10 km od centrum administracyjnego sielsowietu olchowskiego (Olchowka), 20 km od centrum administracyjnego rejonu (Chomutowka), 105 km od Kurska.

## Historia
Do czasu reformy administracyjnej w roku 2010 wieś Niżniaja Turanka wchodziła w skład sielsowietu bolszealeszniańskiego, który w tymże roku został (wraz z sielsowietami niżnieczupachińskim i nadiejskim) włączony w sielsowiet olchowski.

## Demografia
W 2010 r. miejscowość zamieszkiwało 40 osób.